# تمپلتون (آیووا)
تمپلتون (به انگلیسی: Templeton) شهری در ایالت آیووا کشور ایالات متحده آمریکا است که جمعیت آن در سرشماری سال ۲۰۱۰ میلادی، ۳۶۲ نفر بوده‌است.